# Kansas City Chiefs 2017
La stagione 2017 dei Kansas City Chiefs è stata la 48ª della franchigia nella National Football League, la 58ª complessiva e la quinta con Andy Reid come capo-allenatore. Il general manager John Dorsey fu licenziato il 22 giugno 2017. Il 10 luglio 2017 il direttore del personale Brett Veach fu promosso nel ruolo vacante. Con la vittoria sui Miami Dolphins nel penultimo turno, la squadra si è aggiudicata il secondo titolo di division consecutivo. La stagione si è però chiusa nel primo turno di playoff perdendo in casa contro i Tennessee Titans.

## Scelte nel Draft 2017

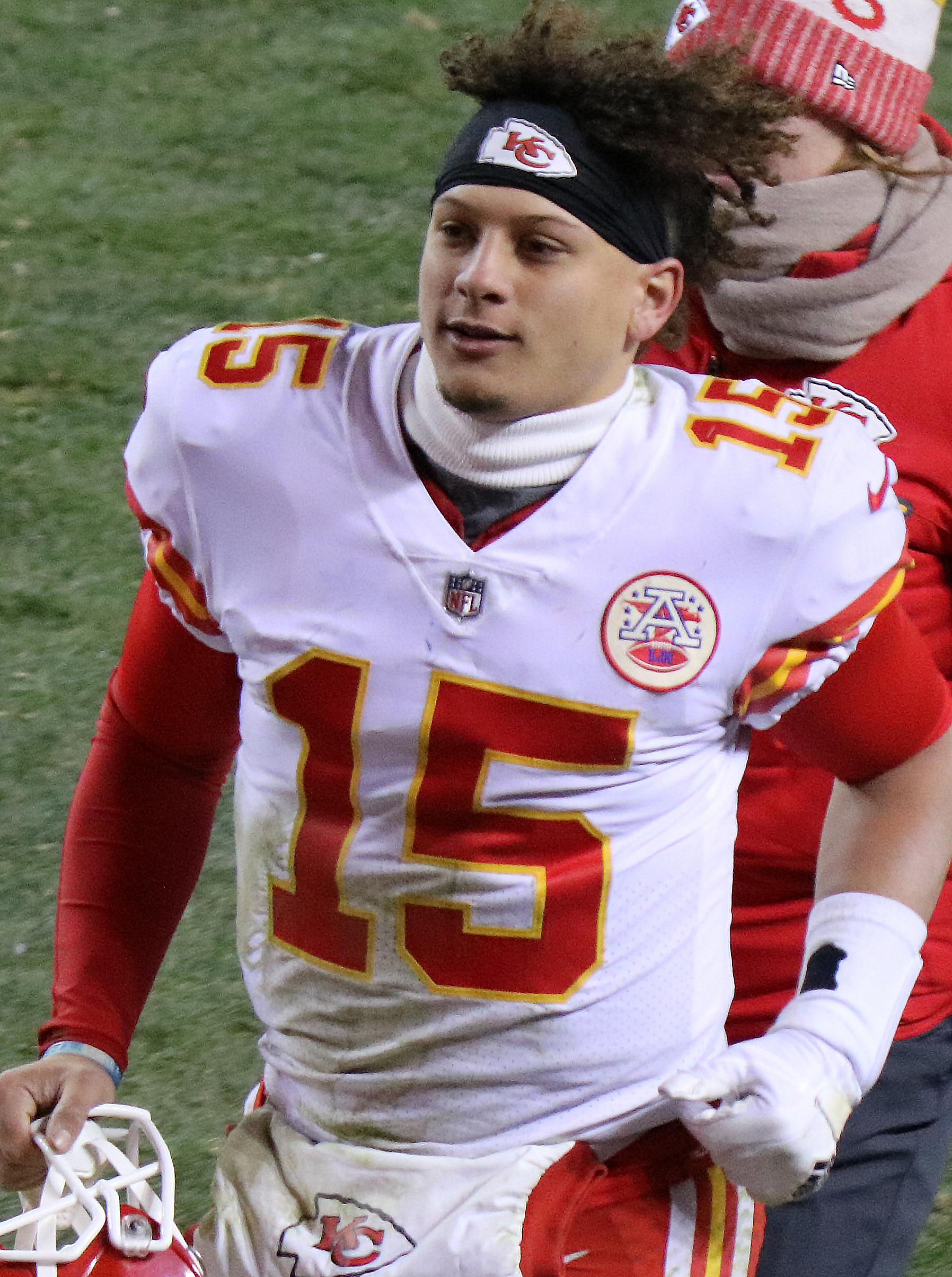
Patrick Mahomes è stato la scelta del primo giro dei Chiefs nel Draft 2017

| Scelte dei Chiefs nel Draft 2017 |        |                  |       |                  |
| Giro                             | Scelta | Giocatore        | Ruolo | College          |
| 1                                | 10     | Patrick Mahomes  | QB    | Texas Tech       |
| 2                                | 59     | Tanoh Kpassagnon | DE    | Villanova        |
| 3                                | 86     | Kareem Hunt      | RB    | Toledo           |
| 4                                | 139    | Jehu Chesson     | WR    | Michigan         |
| 5                                | 183    | Ukeme Eligwe     | LB    | Georgia Southern |
| 6                                | 218    | Leon McQuay      | S     | USC              |

## Staff
| Staff dei Kansas City Chiefs nel 2017 |
| --- |
| Organi dirigenziali - Chairman/CEO: Clark Hunt - Presidente: Mark Donovan - General Manager: Brett Veach - Assistente General Manager: Joel Collier - Assistente esecutivo del General Manager: Debbie Ball Capo allenatore - Andy Reid Altri allenatori - Preparatore atletico – Barry Rubin - Assistente – Travis Crittenden - Assistente – Devin Woodhouse - Scienza sportiva/condizione – Ryan Reynolds Allenatori dell'attacco - Coordinatore offensivo: Matt Nagy - Assistente Quarterback/Assistente OL – Corey Matthaei - Running Back – Eric Bieniemy - Wide Receiver – Greg Lewis - Tight End – Tom Melvin - Offensive Line – Andy Heck - Controllo qualità - Joe Blaymeir - Controllo qualità - Mike Kafka Allenatori della difesa - Coordinatore difensivo: Bob Sutton - Defensive Line – Britt Reid - Assistant Defensive Line – Mike Smith - Linebacker – Gary Gibbs - Assistente Linebacker – Mark DeLeone - Defensive Back – Emmitt Thomas - Defensive Back/Cornerback – Al Harris - Assistente difesa – Vacante Allenatori dello special team - Coordinatore dello Special Team: David Toub - Assistente dello Special Team: Rod Wilson |

## Roster
| Roster dei Kansas City Chiefs nel 2017 |
| --- |
| Quarterback - 9 Tyler Bray - 15 Patrick Mahomes - 11 Alex Smith Running Back - 27 Kareem Hunt - 42 Anthony Sherman FB - 26 C.J. Spiller - 35 Charcandrick West Wide Receiver - 80 Jehu Chesson - 17 Chris Conley - 10 Tyreek Hill - 14 Demarcus Robinson - 13 De'Anthony Thomas - 12 Albert Wilson Tight End - 84 Demetrius Harris - 87 Travis Kelce - 88 Ross Travis Offensive Linemen - 65 Jordan Devey G - 76 Laurent Duvernay-Tardif G - 79 Parker Ehinger G - 75 Cameron Erving T - 72 Eric Fisher T - 73 Zach Fulton C - 77 Donald Hawkins T - 61 Mitch Morse C - 71 Mitchell Schwartz T - 70 Bryan Witzmann T Defensive Linemen - 97 Allen Bailey DE - 94 Jarvis Jenkins DE - 95 Chris Jones DE - 92 Tanoh Kpassagnon DE - 96 Bennie Logan NT - 98 Roy Miller NT - 99 Rakeem Nuñez-Roches DE Linebacker - 45 Ukeme Eligwe ILB - 55 Dee Ford OLB - 50 Justin Houston OLB - 56 Derrick Johnson ILB - 57 Kevin Pierre-Louis ILB - 59 Reggie Ragland ILB - 48 Terrance Smith ILB - 53 Ramik Wilson ILB - 51 Frank Zombo OLB Defensive Back - 27 Kenneth Acker CB - 29 Eric Berry FS - 23 Phillip Gaines CB - 39 Terrance Mitchell CB - 21 Eric Murray SS - 38 Ron Parker SS - 22 Marcus Peters CB - 49 Daniel Sorensen FS - 24 D.J. White CB Special Team - 2 Dustin Colquitt P - 5 Cairo Santos K - 41 James Winchester LS Lista delle riserve - 46 Keith Baxter CB (IR) - 46 Devin Chappell SS (IR) - 26 Jacoby Glenn CB (IR) - 91 Tamba Hali OLB (PUP) - 6 Ashton Lampkin CB (IR) - 30 J.R. Nelson CB (IR) - 20 Steven Nelson CB (IR) - 52 Dadi Nicolas OLB (PUP) - 32 Spencer Ware RB (IR) Squadra di allenamento - 85 Orson Charles TE - 67 Joseph Cheek G - 4 Gehrig Dieter WR - 6 Marcus Kemp WR - 64 Damien Mama G - 34 Leon McQuay III FS - 40 Devine Redding RB - 54 Marcus Rush OLB 53 attivi, 9 inattivi, 8 nella squadra di allenamento |
| Legenda - I rookie sono in corsivo. - Il primo ruolo è il principale mentre gli eventuali successivi indicano i ruoli secondari. - (IR) sta per Injured Reserve ed indica la lista ristretta per un solo giocatore infortunato che può tornare ad allenarsi dopo la settimana 6 e a rientrare in prima squadra dopo che questa ha giocato 8 partite. - (NF-Inj.) / (NF-Ill.) stanno rispettivamente per Non-Football Injured e Non-Football Illness ed indicano le liste dove viene inserito un giocatore che ha un infortunio o una malattia non dipendente dal football americano. - (PUP) sta per Physically Unable to Perform ed indica la lista dove viene inserito un giocatore mentre è in attesa di recuperare la condizione fisica. Nella stagione regolare dopo la sesta partita giocata dalla propria squadra, il giocatore ha tempo tre settimane per riprendere ad allenarsi, più tre settimane aggiuntive dal suo rientro agli allenamenti per rientrare in prima squadra. |

## Calendario

### Stagione regolare
Il calendario della stagione è stato annunciato il 20 aprile 2017.
| Turno | Data               | Avversario              | Risultato          | Record             | Stadio                              | NFL.com recap      |
| ----- | ------------------ | ----------------------- | ------------------ | ------------------ | ----------------------------------- | ------------------ |
| 1     | 7/9                | at New England Patriots | V 42–27            | 1–0                | Gillette Stadium                    | Recap              |
| 2     | 17/9               | Philadelphia Eagles     | V 27–20            | 2–0                | Arrowhead Stadium                   | Recap              |
| 3     | 24/9               | at Los Angeles Chargers | V 24–10            | 3–0                | StubHub Center                      | Recap              |
| 4     | 2/10               | Washington Redskins     | V 29–20            | 4–0                | Arrowhead Stadium                   | Recap              |
| 5     | 8/10               | at Houston Texans       | V 42–34            | 5–0                | NRG Stadium                         | Recap              |
| 6     | 15/10              | Pittsburgh Steelers     | S 13–19            | 5–1                | Arrowhead Stadium                   | Recap              |
| 7     | 19/10              | at Oakland Raiders      | S 30–31            | 5–2                | Oakland–Alameda County Coliseum     | Recap              |
| 8     | 30/10              | Denver Broncos          | V 29–19            | 6–2                | Arrowhead Stadium                   | Recap              |
| 9     | 5/11               | at Dallas Cowboys       | S 17–28            | 6–3                | AT&T Stadium                        | Recap              |
| 10    | Settimana di pausa | Settimana di pausa      | Settimana di pausa | Settimana di pausa | Settimana di pausa                  | Settimana di pausa |
| 11    | 19/11              | at New York Giants      | S 9–12 (DTS)       | 6–4                | MetLife Stadium                     | Recap              |
| 12    | 26/11              | Buffalo Bills           | S 10–16            | 6–5                | Arrowhead Stadium                   | Recap              |
| 13    | 3/12               | at New York Jets        | S 31–38            | 6–6                | MetLife Stadium                     | Recap              |
| 14    | 10/12              | Oakland Raiders         | V 26–15            | 7–6                | Arrowhead Stadium                   | Recap              |
| 15    | 16/12              | Los Angeles Chargers    | V 30–13            | 8–6                | Arrowhead Stadium                   | Recap              |
| 16    | 24/12              | Miami Dolphins          | V 29–13            | 9–6                | Arrowhead Stadium                   | Recap              |
| 17    | 31/12              | at Denver Broncos       | V 27–24            | 10–6               | Sports Authority Field at Mile High | Recap              |

Note

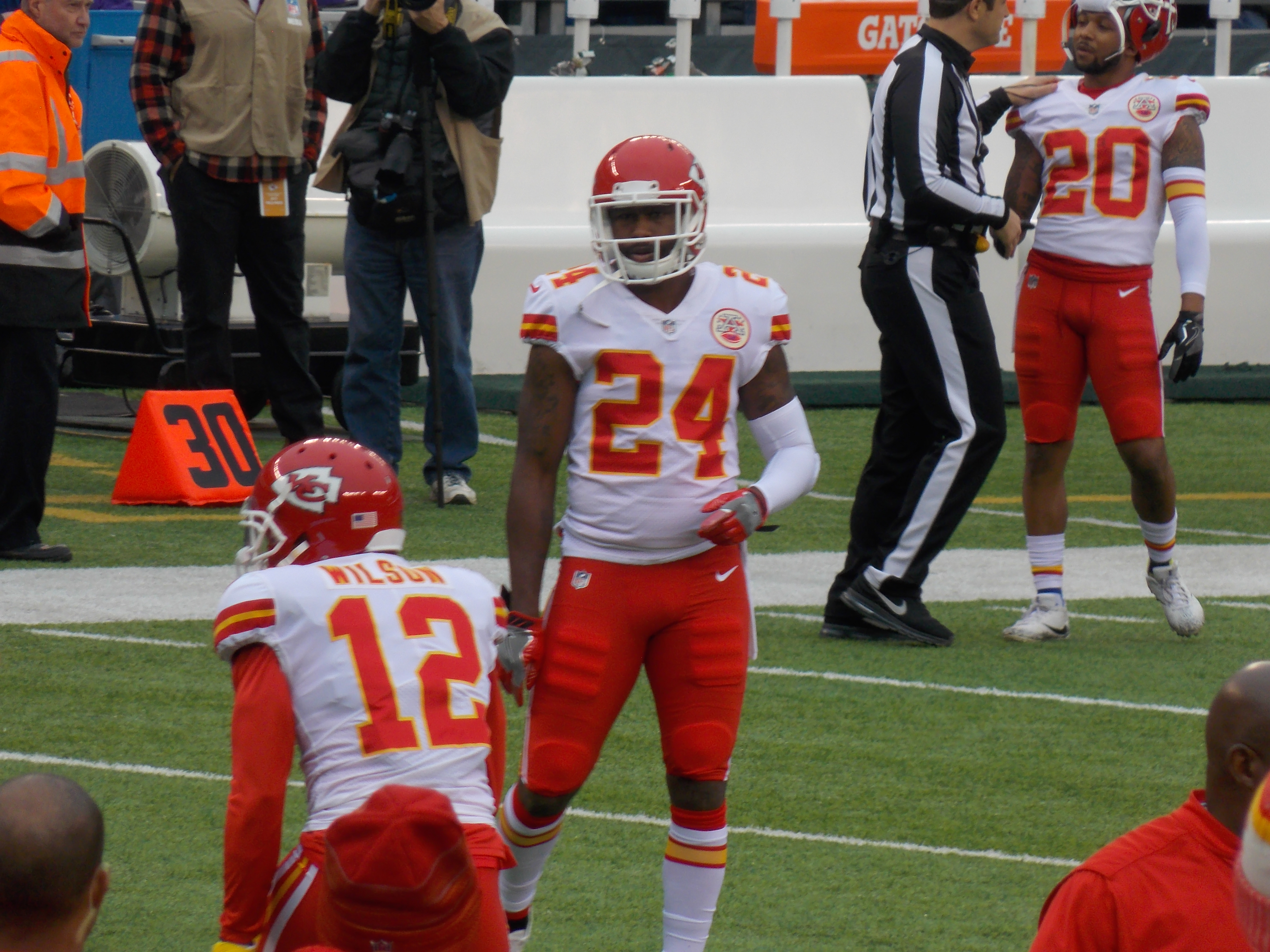
La gara della settimana 12 contro i Jets

- Gli avversari della propria division sono in grassetto.

### Playoff
| Turno     | Data | Ora (CST) | Avversario (seed)    | Risultato | Record | Stadio            | TV       | NFL.com recap |
| --------- | ---- | --------- | -------------------- | --------- | ------ | ----------------- | -------- | ------------- |
| Wild Card | 6/1  | 3:35 p.m. | Tennessee Titans (5) | S 21–22   | 0–1    | Arrowhead Stadium | ESPN/ABC | Recap         |

## Premi individuali

### Pro Bowler
Tre giocatori dei Chiefs sono stati inizialmente convocati per il Pro Bowl 2018:
- Tyreek Hill, punt returner, 2ª convocazione
- Kareem Hunt, running back, 1ª convocazione
- Travis Kelce, tight end, 3ª convocazione

Ad essi si aggiunse il quarterback Alex Smith, alla terza selezione, chiamato dopo la defezione per infortunio di Philip Rivers.

### Premi settimanali e mensili
- Alex Smith:

giocatore offensivo della AFC della settimana 1
miglior quarterback della settimana 1
miglior quarterback della settimana 13
- Kareem Hunt:

miglior running back della settimana 1
miglior rookie della settimana 1
miglior running back della settimana 3
giocatore offensivo della AFC del mese di settembre
rookie offensivo del mese di settembre
rookie offensivo del mese di dicembre
- Chris Jones:

difensore della AFC della settimana 2
- Harrison Butker:

giocatore degli special team della AFC della settimana 8
giocatore degli special team della AFC del mese di ottobre
giocatore degli special team della AFC della AFC della settimana 16
giocatore degli special team della AFC del mese di dicembre
- Marcus Peters:

difensore della AFC della settimana 15